# Фієрога
Фієрога (словен. Fijeroga) — поселення в общині Копер, Регіон Обално-крашка, Словенія. Висота над рівнем моря: 305,4 м.